# Prefectura del Pireu
La prefectura del Pireu (en grec: Νομαρχία Πειραιά) era una prefectura de Grècia que formava part de la perifèria d'Àtica i de la superprefectura d'Atenes-El Pireu. La capital era la ciutat d'El Pireu. L'1 de gener de 2011 amb la nova divisió administrativa del país es va dividir en dues unitats perifèriques: Illes i El Pireu.

## Municipis
| Municipi              | Nom en grec          | Capital     | Codi YPES |
| --------------------- | -------------------- | ----------- | --------- |
| Egina                 | Αίγινα               |             | 4003      |
| Hàgios Ioannis Rentis | Άγιος Ιωάννης Ρέντης |             | 4001      |
| Ampelakia             | Αμπελάκια            |             | 4004      |
| Drapetsona            | Δραπετσώνα           |             | 4006      |
| Hidra                 | Ύδρα                 |             | 4018      |
| Keratsini             | Κερατσίνι            |             | 4007      |
| Korydallós            | Κορυδαλλός           |             | 4008      |
| Citera                | Κύθηρα               |             | 4009      |
| Méthana               | Μέθανα               |             | 4010      |
| Níkea                 | Νίκαια               |             | 4011      |
| Pérama                | Πέραμα               |             | 4013      |
| El Pireu              | Πειραιάς             |             | 4012      |
| Poros                 | Πόρος                |             | 4014      |
| Salamina              | Σαλαμίνα             |             | 4015      |
| Spetses               | Σπέτσες              |             | 4016      |
| Troizina              | Τροιζήνα             | Galatas     | 4017      |
| Anguistri             | Αγκίστρι             | Megalokhóri | 4002      |
| Anticitera            | Αντικύθηρα           | Potamós     | 4005      |